# تیم ملی بسکتبال مردان کوبا
تیم ملی بسکتبال کوبا نماینده کوبا در مسابقات بین‌المللی است این تیم مدال برنز بازی های المپیک تابستانی ۱۹۷۲را در کارنامه ی خود دارد